# Kammarsjön, Västergötland
Kammarsjön är en sjö i Marks kommun i Västergötland och ingår i Rolfsåns huvudavrinningsområde.